# Frauenkopf (Berg, Stuttgart)
Der Frauenkopf ist ein bewaldeter, 462,7 m ü. NHN hoher Berg südöstlich des Stadtzentrums von Stuttgart, nach dem ein Stadtteil im Süden des Bezirks Stuttgart-Ost benannt ist. Die östliche Bergflanke gehört zum Außenbezirk Hedelfingen.

## Name und Geografie
Seinen Namen hat der Frauenkopf von einer Hirtenkapelle, die bis etwa 1530 existierte und „Unserer Lieben Frau“ geweiht war. Sie ist wahrscheinlich im Zuge der Reformation zerstört worden. Am Fuße des Berges befand sich ein Hügelgrab; der Fuchsrain am Nordhang gilt als steinzeitlicher Siedlungsplatz.
Beginnend vom nordöstlich angrenzenden Raichberg zieht sich ein großes Waldgebiet über den Frauenkopf, den Bopser (auch Hoher Bopser genannt) und die Dornhalde in Richtung Südwesten zum Nesenbachtal, das durch die Orte Degerloch und Sonnenberg unterbrochen wird. Im Süden bildet es den Übergang zur ausgedehnten Filder-Hochfläche.
Der Berg trägt auf seiner sanften Kuppe den markanten, 192 m hohen Stuttgarter Fernmeldeturm. Dieser von 1970 bis 1972 aus Stahlbeton errichtete Sendeturm der Deutschen Telekom ist – im Gegensatz zum nahen Stuttgarter Fernsehturm – nicht öffentlich zugänglich. Die ungewöhnlich niedrige, aber breite Galerie, die mit 33 m nur knapp über die Baumkronen reicht, ist der Betriebsraum der Mobilfunk- bzw. Rundfunkbetreiber.
In unmittelbarer Nähe des Fernmeldeturms befindet sich ein evangelisches Ferienwaldheim für Kinder von 4 bis 14 Jahren.

## Stadtteil Frauenkopf

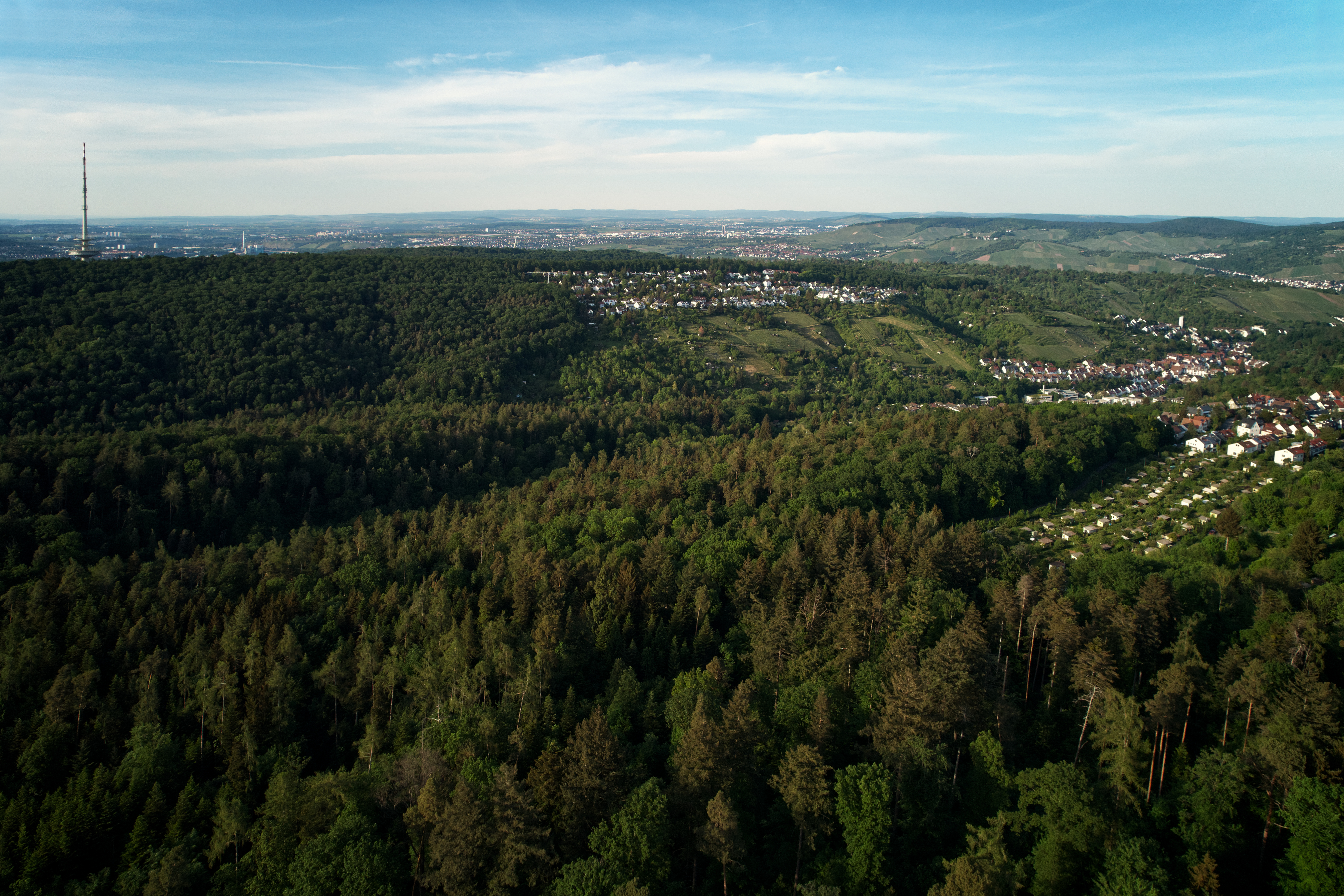
Der Stadtteil Frauenkopf aus südwestlicher Richtung

Im Jahre 1937 wurde die Gemeinde Rohracker, zu welcher der Frauenkopf gehörte, nach Stuttgart eingemeindet. Der heutige, 1956 entstandene Stadtteil gleichen Namens ist flächenmäßig mit etwa 5 km² einer der größeren von Stuttgart, zählt aber nur etwa 800 Einwohner, da er nur im Osten – gegen Hedelfingen/Rohracker hin – besiedelt ist. Die Ausmaße der Siedlung, die der erste Bebauungsplan von 1929 vorsah, wurden bis heute nur geringfügig verändert. Durch die abgeschiedene und ruhige, aber dennoch nicht weit von der Innenstadt entfernte Wohnlage sind die Immobilienpreise entsprechend hoch.
Im Norden, an der Grenze zum Stadtteil Gablenberg, befindet sich die Merz-Schule (Gänsheide) mit angegliedertem Internat. Die anderen benachbarten Stadtbezirke sind Wangen im Nordosten, das bereits am Neckar liegt, Sillenbuch im Süden und Stuttgart-Süd im Westen.

### Verkehr
Vom Stuttgarter Talkessel und der Filderebene aus ist der Frauenkopf über die Pischek- bzw. Jahnstraße zu erreichen. An der Stadtbahnhaltestelle Stelle zweigt die Frauenkopfstraße zur Siedlung ab. Der schmale Speidelweg verbindet den Frauenkopf mit Rohracker und dem Neckartal. Er wird vom überörtlichen Verkehr gerne als alternative Filderab- bzw. auffahrt genutzt, was seit Jahren von den Anwohnern kritisiert wird. Allerdings sind die Einwohner des Frauenkopfs selbst auf diese Verbindung angewiesen, da sich die nächstgelegenen Schulen und Geschäfte in Rohracker befinden.
Der ÖPNV erschließt die Siedlung Frauenkopf mit der Buslinie 64, die als Zubringer zur Haltestelle Stelle der Stadtbahnlinie U15 dient. Der Bus bedient im Ort drei Haltestellen.

### Kirche
Auf dem Frauenkopf befinden sich eine 1970 eingeweihte katholische sowie eine am 12. April 1955 eingeweihte evangelische Kirche. Die ursprünglich katholische Kirche Mariä Verkündigung wurde im Jahr 2007 an die Äthiopisch-Orthodoxe Tewahedo-Kirche vermietet.

### Sport
Im Stadtteil befindet sich ein Fußballplatz des Croatia-Stuttgart mit angrenzender Gaststätte.